# Smerekiwka
Smerekiwka (ukr. Смереківка; hist. Wicyń) – wieś na Ukrainie, w obwodzie lwowskim, w rejonie lwowskim (wcześniej w rejonie przemyślańskim).

## Historia
Darowany przez króla Władysława Jagiełłę Mikołajowi Gołogórskiemu w roku 1389, należał m.in. do Sienińskich, Sobieskich (przez 120 lat), Radziwiłłów (krótko), Padniewskich i Potockich. Od czasu osadzenia we wsi przez Jakuba Sobieskiego (ojca króla Jana III) w roku 1630 „Mazurów” z centralnej Polski, aż do maja 1945 mieszkańcami Wicynia byli prawie wyłącznie Polacy. W roku 1938, według spisu ludności, w Wicyniu mieszkało 1538 osób, w większości Polaków.
W zgodnej symbiozie z mieszkańcami wioski funkcjonował tam w latach 1695–1862 greckokatolicki klasztor bazylianów osadzonych w Wicyniu przez Jana III Sobieskiego. Przez jakiś czas mieściła się w nim szkoła retoryki, a w cerkwi wisiał, uznany formalnie w 1707 za cudowny, obraz Matki Boskiej Wicyńskiej. Do dziś zachowała się „Pieśń o Matce Najświętszej Wicyńskiej w roku 1759 napisana, w Wicyniu mieszkając”.
We wsi były dwa młyny, tartak, cegielnia, mleczarnia, gorzelnia, dwa, a po wyprowadzeniu się bazylianów, jeden folwark (kolejni właściciele po Potockim: rodzina Matkowskich, Brotschwiczów, Ederów i Vrabetzów). Poza rolnictwem wicyniacy zajmowali się pszczelarstwem, sadownictwem i rzemiosłem.
W okresie II Rzeczypospolitej wśród wicyńskich rzemieślników byli m.in. bednarze, kołodzieje, stolarze, tkacze, szewcy oraz krawcy. Do scalenia w 1934 miejscowość była siedzibą gminy wiejskiej w powiecie złoczowskim województwa tarnopolskiego.
Podczas II wojny światowej Wicyń odegrał ważną rolę w konspiracyjnym ruchu walki z okupantem i w ruchu obronnym wobec nacjonalistów ukraińskich. Działała tu 4 kompania 52 Złoczowskiego pułku Armii Krajowej.
Niemcy dokonali pacyfikacji wsi 25 kwietnia 1944 (dziesięcioro zabitych, dwadzieścia spalonych domów). By jej dokonać, Niemcy zmuszeni byli użyć ponad 300 samochodów pancernych i 30 lekkich czołgów.
Do końca maja 1945 mieszkańcy Wicynia zostali przeniesieni na Ziemie Zachodnie powojennej Polski. W czterech rzutach zostali przewiezieni w wagonach na Ziemie Odzyskane. W trakcie wyjazdu, wójt wsi – Stefan Żukowski został zamordowany przez Rosjan we wsi Szpikłosy.
Wicyniacy po wojnie osiedlili się aż w 55 różnych miejscowościach, a najliczniej w Biskupicach Oławskich, Nowej Wsi Głubczyckiej i w Starym Bielsku (obecnie dzielnica Bielska-Białej). Drugie i trzecie pokolenie wicyniaków mieszka obecnie w dużych skupiskach w Raciborzu, Opolu, we Wrocławiu i na Śląsku.
25 sierpnia 2007, podczas I Światowego Zjazdu Wicynian w Sulęcinie powołano do życia Klub Wicynian, działający przy szczecińskim oddziale Towarzystwa Miłośników Lwowa i Kresów Południowo-Wschodnich.

## Kalendarium Wicynia
Źródło
- 1389 – darowanie przez Władysława Jagiełłę wsi Wicyń Mikołajowi Gołogórskiemu
- 1441 – wytyczenie przez Piotra Wołczkę z Kłodna, podkomorzego lwowskiego granicy między Wicyniem i Dunajowem
- 1473 – przekazanie Wicynia przez Elżbietę Gołogórską (wnuczkę Mikołaja) arcybiskupowi lwowskiemu, Grzegorzowi z Sanoka, jako zastaw zaciągniętej pożyczki w wysokości 600 grzywien
- 1474 – próba zdobycia przez Tatarów zamku w Dunajowie
- 1482 – formalne przejęcie przez kurię lwowską Wicynia jako rekompensatę za niespłaconą pożyczkę Elżbiety Gołogórskiej
- 1489 – obecność Tatarów na ziemiach klucza pomorzańskiego, oblężenie Pomorzan
- 1498–1506 – wielokrotne rajdy Tatarów przez dobra pomorzańskie, plądrowanie miasta i okolic
- 1561 lub 1565 – nabycie Pomorzan (z Wicyniem) przez Sienińskich
- 1593 – zatwierdzenie granic Wicynia, wioski dziedzicznej Andrzeja Sienińskiego, Podstolego Ziemi Podolskiej
- 1612–1621 – wielokrotne (31 razy!) pustoszenie Podola przez Tatarów
- ok. 1620 – kupno klucza pomorzańskiego (z Wicyniem) przez Jakuba Sobieskiego, ojca Jana III, króla Polski. Spalenie przez Tatarów Wicynia i wycięcie „w pień” jego mieszkańców
- 1630 – sprowadzenie przez Jakuba Sobieskiego osadników z Mazowsza („Mazurów”) w miejsce wymordowanych przez Tatarów mieszkańców Wicynia
- 1639 – atak Tatarów na Pomorzany
- 1640 – walki obrońców Pomorzan z Tatarami
- 1644 – zdobycie przez Tatarów Pomorzan
- 1648 – pochód Chmielnickiego w kierunku Lwowa. Grabież Wicynia
- 1649 – zajęcie Złoczowa i ponowne splądrowanie Wicynia przez oddziały Chmielnickiego
- 1651 – zaraza w Pomorzanach
- 1655 – oblężenie Pomorzan przez Kozaków Chmielnickiego i Tatarów. Pożar w mieście
- 1661 – boje z Tatarami pod murami Pomorzan, bronionych również przez wieśniaków pobliskich wsi. Klęska napastników
- 1667 – zdobycie i zniszczenie Pomorzan przez połączone siły tatarsko-kozackie. Skuteczna obrona zamku. Zwolnienie przez Sobieskiego z wszelkich opłat mieszczan i włościan klucza pomorzańskiego – ofiar napaści tatarskie
- 1672 – oblężenie Pomorzan przez Turków i Tatarów. Obrona miasta przez czterotysięczną załogę rekrutującą się głównie z poddanych Sobieskiego
- 1673 – udzielenie poddanym, obrońcom Pomorzan i ofiarom napaści tatarskiej zapomogi z kiesy Sobieskich – po 20 zł dla włościan i 40 zł dla mieszczan
- 1675 – ponowne najście Tatarów na Pomorzany i okolicę
- 1676 – zdobycie Pomorzan pozbawionych załogi wysłanej doraźnie w inne rejony włości Sobieskich. Splądrowanie i obrabowanie miasta
- 1687 – niszczenie i plądrowanie przez Tatarów okolic Pomorzan
- 1691 – kolejny rajd tatarski przez pomorzańskie wsie
- 1692 – skuteczna obrona Pomorzan przed tatarskimi napastnikami
- 1695 – sprowadzenie do Wicynia przez Jana III Sobieskiego zakonu bazylianów
- 1695 – spalenie przez Tatarów przedmieść Pomorzan oraz okolicznych wsi. Ponowne zwolnienie poddanych z opłat i zobowiązań wobec Sobieskich
- 17.04.1696 – śmierć właściciela Wicynia i króla Polski, Jana III Sobieskiego
- 25.1.1703 – akt nadania wicyńskim bazylianom przez królewicza Aleksandra Sobieskiego części ziem Wicynia
- 1707 – przemarsz wojsk saskich przez wsie klucza pomorzańskiego, pożar Pomorzan
- 21.09.1707 – potwierdzenie przez Komisję Duchownych (pod przewodnictwem arcybiskupa Józefa Szumlańskiego) cudownego charakteru obrazu Matki Boskiej Wicyńskiej
- 1710 – przemarsz przez wioski klucza pomorzańskiego wojsk rosyjskich i szwedzkich
- 3.08.1724 – potwierdzenie praw wicyńskich bazylianów do gruntów w Wicyniu w specjalnym liście królewicza Konstantego Sobieskiego
- 1740 – Michał Kazimierz Radziwiłł – nowym właścicielem klucza pomorzańskiego
- 1759 – ułożenie przez bazyliańskiego zakonnika „Pieśni o Matce Boskiej Wicyńskiej (…)”
- ok. 1747 – nabycie Wicynia przez Padniewskiego
- 1768 – potwierdzenie funkcjonowania w wicyńskim klasztorze bazylianów szkoły retorycznej
- 1771 – rozpoczęcie budowy w Wicyniu cerkwi greckokatolickiej należącej do zakonu bazylianów
- 29.02.1787 – kompleksowa korekta granic wsi Wicyń przeprowadzona na mocy Rozporządzenia Najwyższego Prześwietnego C.K. Cyrkułu Subkomisji Brodzkiej
- 1788 – właścicielami wsi stają się Potoccy
- ok. 1840 – zakupienie Wicynia przez rodzinę Matkowskich
- 1846 – pożar cerkwi i większej części klasztoru bazylianów
- 1850 (lub okolice tej daty) – kupno Wicynia (od Olimpii Matkowskiej) przez rodzinę żydowską Brotschwiczów
- 1856 – powołanie do życia jednoklasowej szkoły
- 1862 – początek wyzbywania się przez wicyńskich bazylianów klasztornych gruntów (na rzecz Zofii z Cetwińskich Krasuckiej)
- 20.05.1863 – inicjatywa gminy Wicyń w sprawie budowy kościoła na miejscu spalonej w 1846 r. cerkwi (List do kurii arcybiskupiej we Lwowie)
- 1868 – wywiezienie z Wicynia przez superiora bazylianów, ks. Hankiewicza, uratowanych podczas pożaru w 1846 sprzętów cerkiewnych i cudownego obrazu Matki Boskiej Wicyńskiej
- 1871 – zakupienie folwarku bazylianów i części należących do niego gruntów przez Juliana Kulińskiego
- 1888 – rozpoczęcie budowy kościoła rzymskokatolickiego w Wicyniu
- 14.12.1889 – zakończenie budowy kościoła
- 4.02.1890 – poświęcenie nowego kościoła
- 1890 – wprowadzenie się do Wicynia nowego właściciela – Mirosława Edera
- 16.09.1893 – podjęcie przez Radę Gminną uchwały o podjęciu działań zmierzających do wyłączenia Wicynia z parafii w Dunajowie
- 1894 (29 IX odnotowanie pisma w odpowiednim departamencie) – „Najuniżniejsza prośba gminy Wicyń do Jego Cesarsko Królewskiej Apostolskiej Mości Franciszka Józefa I”
- 1894 – ustanowienie w Wicyniu ekspozytury parafii dunajowskiej
- 7.01.1909 – uchwała Rady Gminy o ustanowieniu w Wicyniu samodzielnej parafii
- 1.09.1909 – objęcie urzędu proboszcza parafii w Wicyniu przez księdza Franciszka Ćwiąkałę
- 5.11.1909 – interwencja arcybiskupa Józefa Bilczewskiego w Urzędzie Namiestnika Galicji w sprawie zabezpieczenia materialnego proboszcza w Wicyniu
- 10.07.1910 – uchwała Rady Gminy o budowie nowego kościoła (na bazie wzniesionego w 1889)
- 1911 – uruchomienie szkoły dwuklasowej
- 12.08.1914:
  - ewakuacja mieszkańców Wicynia do Przemyślan
  - walki wojsk austriackich i rosyjskich od Koropca po wzgórze Kowardyn (Kwardyn)
  - pożar kilku gospodarstw
  - zajęcie wsi przez Rosjan
- 08.1915 – stabilizacja linii frontu pomiędzy Wicyniem i Ciemierzyńcami
- 15.08.1915 – zajęcie wsi przez Austriaków
- 8.06.1919 – walki polskich formacji zbrojnych z ukraińskimi między Wicyniem i Koropcem. Wicyń – wsią przyfrontową
- 06.1920 – walki Polaków z bolszewikami w pobliżu Wicynia. Pożar sześciu gospodarstw. Pobyt we wsi żołnierzy Hallera
- 08.1920 – ucieczka ze wsi (przed bolszewikami) proboszcza Jana Palicy
- 26.08.1922 – konsekrowanie nowego kościoła
- 1932 – podział (nieformalny) majątku Ederów pomiędzy zięciów: Vrabetza i Remina
- 1934 – śmierć Romualda Vrabetza. Przejęcie majątku przez wdowę, Marię Vrabetz
- 1938 – ukończenie budowy utwardzonej drogi przez wieś („gościńca”)
- 1939 koniec sierpnia – mobilizacja 35 rezerwistów
- 09.1939 – początek okupacji radzieckiej
- 1940 – zawiązanie się konspiracyjnej organizacji „Niepodległość”
- 06.1941 – początek okupacji niemieckiej
- 1941 – utworzenie ZWZ – „WILK”
- 1943 – napływ do Wicynia grup Polaków z okolicznych wsi pogorzelców i ofiar ukraińskich napadów
- 1943 (jesień) – początek działalności miejscowego oddziału Kedyw-u AK
- 04.1944 – inspekcja wicyńskiej IV kompanii AK na wzgórzu Żbyry przez przedstawicieli komendy Inspektoratu i Obwodu AK Złoczów
- 25.04.1944 – zbrojna pacyfikacja wsi przez Niemców
- 07.1944 – całodzienna walka Rosjan i Niemców o Wicyń
- 1.05.1945 – wyjazd ze Złoczowa na Zachód pierwszej grupy repatriantów
- 30.05.1945 – opuszczenie Wicynia przez ostatnią grupę repatriantów

## Dwór (pałac)
- mały murowany dwór wybudowany na początku XIX w. stał do 1907. Potem został rozbudowany w klasycystyczny pałac. Obiekt otaczał park o pow. 5 ha[8]. Zniszczony w latach 1914–1918.

## Urodzeni
- Józef Kowalski (ur. 1900, zm. 2013) – najdłużej żyjący weteran wojny polsko-bolszewickiej[9]
- Mieczysław Kuliński (ur. 22 października 1871, zm. 22 czerwca 1958 w Krakowie) – pułkownik piechoty C.K. Armii i generał dywizji Wojska Polskiego,kawaler Orderu Virtuti Militari.
- ks. Józef Zator-Przytocki (ur. 1912, zm. 1978) – polski duchowny rzymskokatolicki, podpułkownik Armii Krajowej
- Józef Argasiński (ur. 1935, zm. 2018) – pedagog, teatrolog, literat, działacz społeczny, autor książki Wicyń - niezwykła wieś na Podolu, Ars Aqua 2006 r.[10][11]